# Desmoloma
Desmoloma is een geslacht van vlinders van de familie spinneruilen (Erebidae), uit de onderfamilie Lymantriinae.

## Soorten
- D. chironomus Dyar, 1910
- D. erratica Schaus, 1906
- D. modesta Dognin, 1923
- D. mollis Dyar, 1910
- D. signata Dyar, 1910
- D. styracis Felder, 1874